# Temporal de San Pedro de Atacama de 2012
El temporal de San Pedro de Atacama de 2012 fue un evento climático ocurrido en la Provincia de El Loa desde el 10 de febrero de 2012 por las intensas lluvias provocadas por el fenómeno llamado invierno altiplánico que afecta a la zona andina de Sudamérica en los meses de verano. Durante el fin de semana anterior las precipitaciones provocaron el cierre de caminos en las regiones de Antofagasta, Tarapacá y Arica.
Las precipitaciones ocurridas el 11 y 12 de febrero generaron un aumento del caudal del río Loa, lo que provocó su desborde en algunos sectores de Calama. El aumento de caudal ocurrió debido a la apertura del tranque Conchi con el fin de evitar su colapso.
Para el día 14, el pueblo de Toconao ya había acumulado 62,6 milímetros de agua, la mayoría de los cuales habían precipitado el día 12.

## Aluvión en Toconao
Durante la madrugada del 12 de febrero ocurrió un alud en el pueblo de Toconao.
El desastre en Toconao se produce tras producirse un rebalse en un tranque cercano al pueblo. En cuestión de minutos un torrente de agua y barro arrasó con varias casas del sector. Si bien en un momento se temió la existencia de víctimas fatales, con el correr de las horas se descartó tal posibilidad.
La emergencia significó el traslado de varias autoridades de gobierno a la zona a fin de coordinar la ayuda a los damnificados y planificar la reconstrucción de las viviendas afectadas. A la zona concurrieron los ministros Pablo Longueira (Economía y Turismo), Joaquín Lavín (Desarrollo Social) y Laurence Golborne (Obras Públicas).
El día 14 comenzó a ser restablecida la conectividad entre Calama y los poblados del interior de la provincia, principalmente mediante el despeje de la Ruta 23-CH, que llega hasta el Paso Internacional Sico.

## Daños y efectos
El temporal generó cortes de carreteras y aislamiento de algunos pueblos. Varios puntos turísticos de la provincia fueron cerrados y los turistas debieron permanecer en San Pedro de Atacama o retornar a Calama. Las reservas en San Pedro disminuyeron en un 70% luego de iniciado el temporal.
Se registraron damnificados en las localidades de Caspana, San Pedro de Atacama, Ayquina y Toconao, concentrándose la mayor cantidad en esta última debido al aluvión. En total, 120 viviendas resultaron con daños de cualquier tipo.
El Instituto de Desarrollo Agropecuario (INDAP) estimó en 2.500 millones de pesos los daños en el sector agrícola producto de las lluvias en la Provincia de El Loa.